# Французско-китайский саммит в 2023 году
Французско-китайский саммит в 2023 году — трехдневный государственный визит президента Франции Эмманюэля Макрона в 2023 году. Это был первый визит Макрона в Китай после пандемии COVID-19 и третий с момента вступления в должность в 2017 году. Его сопровождала делегация из более чем 50 генеральных директоров страны и он встретился с представителями французского делового сообщества в Китае. Макрон встретился с генеральным секретарем ЦК КПК, главой Китайской Народной Республики Си Цзиньпином и также с Председателем Европейской комиссии Урсулой фон дер Ляйен чтобы обсудить различные вопросы, особенно акцентируя внимание на продолжающееся вторжение в Украину и потенциальную роль Китая, как посредника между Россией и Западом. Этот визит рассматривался как попытка «возобновить связь» с Китаем после трех лет его политики нулевого заражения COVID-19, несмотря на растущую доброжелательность Пекина к России в контексте войны.